# Erysichton
Erysichton is een geslacht van vlinders uit de familie van de Lycaenidae, uit de onderfamilie van de Polyommatinae (blauwtjes).

## Soorten
- E. lineata (Murray, 1874)